# Matthew Winstanley
Matthew Winstanley (Wigan, 24 aprile 1983) è un pilota motociclistico inglese.
È pilota di Supermotard nel Campionato del Mondo Supermoto S1, in sella alla KTM del team inglese Robinsons. Ha debuttato nel Mondiale Supermoto a soli 21 anni e detiene quattro titoli inglesi.
Dal 2009 corre nel team inglese Husqvarna Motosupplies al fianco del connazionale Chris Hodgson. Sempre la stessa squadra l'ha ingaggiato anche per l'anno successivo.

## Migliori risultati
- 2004: 2º posto Campionato Inglese Supermoto S2 (su KTM)
- 2004: 2º posto Campionato Inglese Supermoto S1 (su KTM)
- 2004: 10º posto Campionato del Mondo Supermoto S1 (su KTM)
- 2004: 8º posto generale al Supermoto delle Nazioni (Team England) (su KTM)
- 2005: Campione Inglese Supermoto S2 (su KTM)
- 2005: 2º posto Campionato Inglese Supermoto S1 (su KTM)
- 2005: 17º posto Campionato del Mondo Supermoto S2 (su KTM)
- 2006: Campione Inglese Supermoto S2 (su KTM)
- 2006: Campione Inglese Supermoto S1 (su KTM)
- 2006: 9º posto Campionato del Mondo Supermoto S1 (su KTM)
- 2006: 3º posto generale al Supermoto delle Nazioni (Team England) (su KTM)
- 2007: 2º posto Campionato Inglese Supermoto S2 (su KTM)
- 2007: 6º posto Campionato del Mondo Supermoto S2 (su KTM)
- 2007: 3º posto generale al Supermoto delle Nazioni (Team England) (su KTM)
- 2007: 20º posto Campionato AMA Supermoto (2 gare su 10) (su KTM)
- 2008: Campione Inglese Supermoto S1 (su KTM)
- 2008: 5º posto Campionato del Mondo Supermoto S1 (su KTM)
- 2008: 4º posto generale al Supermoto delle Nazioni (Team England) (su KTM)
- 2009: 2º posto Campionato Inglese Supermoto Elite (su Husqvarna)
- 2009: 7º posto Campionato del Mondo Supermoto S1 (su Husqvarna)
- 2009: 22º posto Superbikers di Mettet (su Husqvarna)
- 2010: 20º posto Campionato Inglese Supermoto 450 Elite (5 gare su 9) (su Husqvarna)
- 2010: 16º posto Campionato del Mondo Supermoto S1 (3 GP su 5) (su Husqvarna)
- 2010: 6º posto generale al Supermoto delle Nazioni (Team England) (su Husqvarna)
- 2010: 11º posto Superbikers di Mettet (su Honda)
- 2010: 2º posto Xtreme Outlaws Supermoto di Reno (su Husqvarna)
- 2011: 7º posto Campionato Internazionale d'Italia Supermoto S1 (su Honda)
- 2011: 2º posto generale al Supermoto delle Nazioni (Team England) (su Honda)